# Cooper Car Company
Cooper Car Company – brytyjska firma samochodowa, założona w 1946 roku przez Charlesa Coopera i jego syna Johna.
W wyścigach Formuły 1, Cooper zwyciężał 16 razy w tym 2 w mistrzostwach konstruktorów. Swoje pierwsze zwycięstwo zanotował w 1958 roku podczas Grand Prix Argentyny, a ostatnie w 1967 roku w Grand Prix RPA. Kierowcy, którzy jeździli dla tej stajni to m.in. Stirling Moss, Jack Brabham, Masten Gregory i Pedro Rodríguez. W 1968 roku zespół wycofał się z wyścigów.